# 陳淑珠
陳淑珠（1971年3月13日—）是前台灣足球運動員，司職後衛，屏東琉球人。她進入銘傳女子商業專科學校就讀後逐漸在足球場上嶄露頭角，歷年來曾參加1989年大洋洲女子足球錦標賽、1989年亞足聯女子錦標賽、1991年亞足聯女子錦標賽、1991年國際足協女子世界盃、1993年夏季世界大學運動會等國際賽事。

## 外部連結
- 陳淑珠 – FIFA國際賽競賽紀錄 (存檔)
- Soccerway資料庫：陳淑珠